# Monarchistyczna Organizacja Wszechstanowa
Monarchistyczna Organizacja Wszechstanowa – polskie ugrupowanie monarchiczne okresu II Rzeczypospolitej.

## Historia
Ugrupowanie założył w styczniu 1926 roku poseł PSL „Wyzwolenie” Aleksy Ćwiakowski. Początkowo funkcjonowało pod nazwą Monarchistyczna Organizacja Włościańska. Programem partii było przekonanie chłopów do poparcia idei monarchii, jako ustroju zapewniającego silną władzę państwową i dbającego o sprawność i praworządność administracji.
Wśród innych organizacji monarchistycznych projekt Ćwiakowskiego został przyjęty pozytywnie, już w lipcu tego samego roku w częstochowskim w lokalu poselskim Ćwiakowskiego odbyło się spotkanie przedstawicieli różnych organizacji monarchistycznych, a 8 września zorganizowano na Jasnej Górze zjazd monarchistów z całej Polski, w którym wzięło udział ponad 600 uczestników z całego kraju. Efektem zjazdu było zjednoczenie większości środowisk monarchistów w Monarchistycznej Organizacji Wszechstanowej, której dawano duże szanse w wyborach parlamentarnych.
Kosztem szerokiego zjednoczenia było jednak rozmycie propozycji programowych, w tym zapisanie w programie partii umocnienia religii katolickiej, liberalizacji gospodarki i budowa silnej armii. Nowa organizacja była szykanowana przez autorytarne władze państwowe, do tego miała bardzo małe poparcie i w wyborach zdobyła jedynie 0,5% głosów, a sam Ćwiakowski nie wystartował w wyborach, gdyż władze w ramach represji uniemożliwiły mu start, unieważniając listę partii w okręgu częstochowskim.
W grudniu 1928 Ćwiakowski utracił pozycję lidera partii na rzecz Zygmunta Platera, a następnie Andrzeja Sapiechy. Przejęcie w ruchu dominującej roli przez arystokrację przyniosło jednak dalszy spadek poparcia i w efekcie w wyborach w 1930 roku MOW uzyskało jedynie 1816 głosów. Wkrótce potem działalność partii została zakończona.